# Юбилейная монета
Юбилейные монеты — монеты, чеканящиеся в ознаменование юбилейных дат. Как правило, имеют номинал, но далеко не все попадают в реальное денежное обращение.

## Описание
По ошибке юбилейными в России нередко называются все памятные монеты, в том числе те, которые не посвящены конкретным годовщинам. В СССР юбилейные монеты получили широкую известность, так как с 1960-х годов активно курсировали в обороте. Первая юбилейная монета в СССР появилась только при Брежневе, это был рубль 1965 года, посвящённый 20-летию Победы над нацистской Германией, далее вышла серия монет (10, 15, 20, 50 копеек и 1 рубль) посвященная 50-й годовщине Октябрьской революции, в 1970 году в честь 100-летия со дня рождения В. И. Ленина выпущен рубль с его профилем. До 1984 года юбилейные монеты выпускались по круглым датам (например с года рождения известного ученого или с года смерти), в 1984 году выпущены монеты посвящённые А. С. Попову и А. С. Пушкину, дата со дня рождения уже кратна пяти.

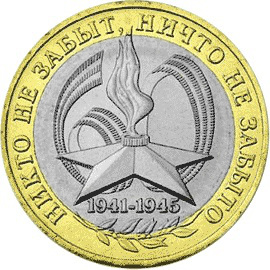
Никто не забыт, ничто не забыто. Реверс монеты 10 рублей, выпущенной в ознаменование 60-й годовщины Победы в Великой Отечественной войне 1941—1945 гг.

В Российской Федерации было выпущено много монет, посвящённых крупным датам и праздникам. К примеру, в 1999 году Центральным Банком России была выпущена монета номиналом 1 рубль, посвящённая 200-летию со дня рождения А. С. Пушкина, а в 2001 году монета номиналом 2 рубля, посвящённая 40-летию полёта Ю. А. Гагарина в космос. В декабре 2018 года была выпущена монета номиналом 25 рублей «25-летие принятия Конституции Российской Федерации». В информационных сообщениях о выпуске монет, а также в базе данных монет Банка России все указанные монеты РФ названы «памятными», но не «юбилейными».

## Экономическая основа выпуска юбилейных монет
Определённая часть выпущенных обычных, памятных или юбилейных монет остается у коллекционеров, то есть часть денежной массы в конечном итоге не будет предъявлена государству, а соответственно возникает дополнительный эмиссионный доход, равный величине (номиналу) непредъявленных монет и купюр за вычетом себестоимости выпуска данных денежных знаков. Себестоимость монет (за исключением монет из драгоценных металлов) существенно ниже их номинала.
Фактически юбилейные монеты из драгоценных металлов стоят существенно дороже, чем номинал таких монет. Однако государство «признаёт» их законным платежным средством с целью:
- придания таким монетам статуса денег, что существенно повышает спрос на них среди широких масс населения;
- пресечения (на законных основаниях) производства копий подобных изделий, так как создание таких копий можно расценивать как фальшивомонетничество.

Но не только выпуск юбилейных монет приносит доход в бюджет. Выпуск монет с изображением флоры, фауны, кораблей, самолётов, городов также интересует коллекционеров. Особенно широко (с целью реализации на нумизматических рынках) используется данный механизм в маленьких странах: остров Мэн, Ватикан, Сан-Марино, Монако и другие.